# Вимбекке
Вимбекке (нем. Wiembecke) — река в Германии, левый приток Верре или, как считалось ранее, правый приток Берлебекке в Тевтобургском лесу в земле Северный Рейн-Вестфалия. Речной индекс 4612. Площадь бассейна реки составляет 47,12 км². Длина реки 18,23 км. (до впадения в Берлебекке — 16,86 км.). Высота истока 310 м. Высота устья 158 м.
Ручей берёт начало к западу от Экстернштайне и впадает в Берлебекке в Детмольде. С этого момента река традиционно называется Берлебекке, а в центре Детмольда — Кнохенбахом, но гидрографически эта часть является продолжением Вимбекке, которая, согласно этому определению, впадает в Верре в Детмольде.

## География

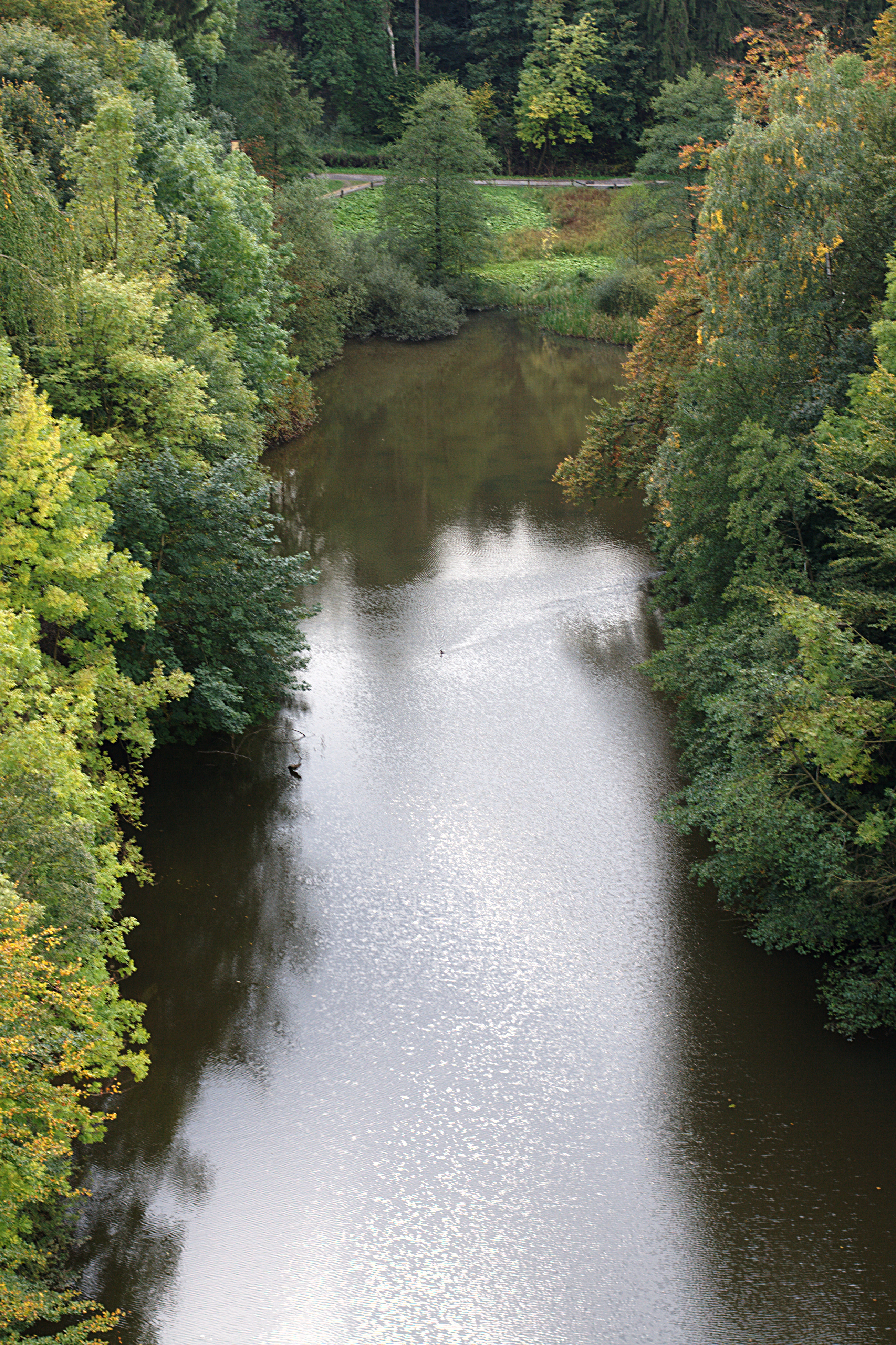
Запруда на Вимбекке у Экстернштайне

Река Вимбеке берёт начало к северу от Барнаккен (446,4 м.), высочайшей горы Тевтобургского леса, который является частью водораздела Рейн-Везер. Она течёт через Верре в Везер. Около Экстернштайне реку перекрывает плотина, образовывая пруд.
Большая часть верховьев являются природоохранной зоной «Вимбекеталь».
После Экстернштайнена Вимбекке течёт мимо города Хорн-Бад-Майнберг. Здесь она поворачивает на северо-запад. Дальше она течёт мимо деревень Фромхаузен и Хорнольдендорф в Хайлигенкирхен, где впадает в Берлебекке.
Разница высот от истока до устья составляет 185 м. Площадь её бассейна составляет 47,12 км².

## Экология
На протяжении всего течения Вимбекке классифицируется как критически загрязненная или сильно загрязненная (согласно немецкой классификации — уровень загрязнения с II—III по III). В реку поступают сточные воды из очистных сооружений Хорн-Бад-Майнберга.
Для защиты Хорнольдендорфа, Хайлигенкирхена и Детмольда от наводнения между Хорн-Бад-Майнбергом и Хорнольдендорфом планируется создать водохранилище (план подготовлен в 2018 году).
В 2004 году в Вимбекке произошёл замор рыбы из-за попадания в реку воды, которой тушили тлеющий пожар древесных отходов на территории деревообрабатывающего предприятия в Хорн-Бад-Майнберге.